# Lac Kakiripinihikatek
Lac Kakiripinihikatek är en sjö i Kanada.   Den ligger i regionen Laurentides och provinsen Québec, i den sydöstra delen av landet, 240 km norr om huvudstaden Ottawa. Lac Kakiripinihikatek ligger 473 meter över havet. Arean är 0,21 kvadratkilometer. Den sträcker sig 0,9 kilometer i nord-sydlig riktning, och 0,5 kilometer i öst-västlig riktning.
I omgivningarna runt Lac Kakiripinihikatek växer i huvudsak blandskog. Trakten runt Lac Kakiripinihikatek är nära nog obefolkad, med mindre än två invånare per kvadratkilometer.